# Mount McKercher
Mount McKercher är ett berg i Antarktis. Det ligger i den centrala delen av kontinenten. Nya Zeeland gör anspråk på området. Toppen på Mount McKercher är 2 230 meter över havet.
Terrängen runt Mount McKercher är kuperad åt nordost, men åt sydväst är den platt. Trakten är obefolkad. Det finns inga samhällen i närheten. 